# Dabojevići
Dabojevići (en serbe cyrillique : Дабојевићи) est un village du centre du Monténégro, dans la municipalité de Danilovgrad.

## Démographie

### Évolution historique de la population
| 1948 | 1953 | 1961 | 1971 | 1981 | 1991 | 2003 |
| ---- | ---- | ---- | ---- | ---- | ---- | ---- |
| 165  | 175  | 141  | 102  | 82   | 40   | 34   |